# Csekonics Endre (1901–1983)
Zsombolyai és janovai gróf Csekonics Endre Mária József János Kelemen (Sopron, 1901. április 10. – Lisszabon, 1983.) agrármérnök, neves vadász, a Csekonics család utolsó férfisarja.

## Élete
Csekonics Sándor gróf és Vay Margit bárónő egyetlen fiúgyermekeként született. Felmenőihez hasonlóan érdekelte az állattenyésztés, a vadgazdálkodás. Agrármérnöki tanulmányokat folytatott, később neves vadász lett, így nem csoda, ha a Magyar Véreb Egyletnek alelnökeként működött. Könyveket is írt ebben a témában, 1943-ban saját kiadásában megjelent könyvét sokat méltatták szakmai berkekben kortársai. A második világháború eseményei után Portugáliába emigrált, élete nagy részét ott töltötte, Lisszabonban halt meg 1983-ban.
Felesége a nála 13 évvel fiatalabb Miriam Kiefer volt, akitől Júlia nevű leánya született 1952-ben, aki aztán később Stephen Wood felesége lett.

## Művei
- A 363 vadásznap országában (?) /németül is megjelent: Im Land der 363 Jagdtagen címmel./
- Néhány szó a magyar vadászati kultúra, az erdészeti és vadászati szakoktatás kérdéseiről (Budapest, 1943.)